# Sân bay quốc tế Luxor
Sân bay quốc tế Luxor (IATA: LXR, ICAO: HELX) là sân bay chính tại Luxor, Ai Cập. Sân bay này cách trung tâm thành phố 6 km về phía đông.
Nhiều hãng hàng không thuê bao sử dụng sân bay này chuyên chở du khách tham quan sông Nin và thung lũng các vua.
Năm 2004, sân bay này phục vụ 1.977.568 lượt khách (giảm 3,6% so với năm 2006). Năm 2005, sân bay này đã được nâng cấp để có công suất thiết kế 8 triệu lượt khách mỗi năm.
Sân bay này có 48 quầy làm thủ tục, 8 cửa, 5 băng truyền hành lý, một bưu điện, mộ ngân hàng, một phòng ngoại hối, nhà hàng, cửa hàng miễn tuến, cửa hàng dược…

## Các hãng hàng không và các tuyến điểm

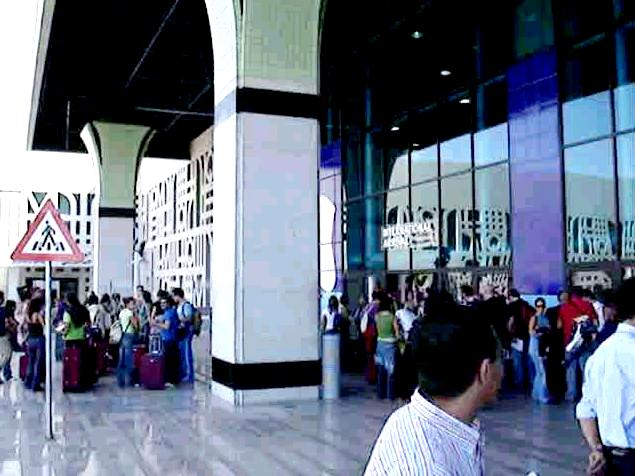
Sân bay quốc tế Luxor

- Aigle Azur (Paris-Orly, Paris-Charles de Gaulle, Toulouse, Marseille)
- Air Arabia (Sharjah)
- Air Austral (Paris-Charles de Gaulle)
- Alexandria Airlines (Alexandria, Kuwait)
- AMC Airlines (various domestic and international charter services)
- Austrian Airlines (Vienna)
- Edelweiss Air (Zurich)
- EgyptAir (Aswan, Barcelona, Brussels, Cairo, Frankfurt, Hurghada, Jeddah, Kuwait, London-Heathrow, Madrid, Milan-Malpensa, Paris Orly, Rome-Fiumicino, Sharm El Sheikh, Vienna)
  - EgyptAir Express (Cairo) và (Alexandria, Sharm El Sheikh)
- Jazeera Airways (Kuwait)
- Kuwait Airways (Kuwait)
- Luxair (Luxembourg)
- Luxor Air (Baku, Istanbul)
- Qatar Airways (Doha)
- Thomas Cook Airlines (Birmingham, London-Gatwick, Manchester)
- Thomsonfly (Birmingham, London-Gatwick, Manchester)
- transavia.com (Amsterdam, Paris-Orly)
- TUIfly (Nuremberg, Stuttgart)